# Епархия Итапевы

Епархия Итапевы (лат. Dioecesis Itapevensis) — епархия Римско-Католической церкви c центром в городе Итапева, Бразилия. Епархия Итапевы входит в митрополию Сорокабы. Кафедральным собором епархии Итапевы является собор святой Анны.

## История
2 марта 1968 года Римский папа Павел VI издал буллу Quantum spei bonae, которой учредил епархию Итапевы, выделив её из епархий Ботукату (сегодня — Архиепархия Ботукату), Сорокабы (сегодня — архиепархия) и Сантуса. В этот же день епархия Итапевы вошла в митрополию Сан-Паулу.
19 января 1974 года, 15 апреля 1998 года и 30 декабря 1998 года епархия Итапевы передала часть своей территории для возведения новых епархий Режистру, Итапетининги, Ориньюса.
29 апреля 1992 года епархия Итапевы вошла в архиепархию Сорокабы.

## Ординарии епархии
- епископ Сильвио Мария Дарио (27.03.1968 — 2.05.1974);
- епископ Жозе Ламберт Фильо (4.01.1975 — 30.11.1979) — назначен вспомогательным епископом
- епископ Фернанду Легаль (28.03.1980 — 25.04.1985) — назначен епископом Лимейры;
- епископ Алану Мария Пена (11.07.1985 — 24.11.1993) — назначен епископом Нову-Амбургу;
- епископ Жозе Морейра (17.01.1996 — по настоящее время).

## Источник
- Annuario Pontificio, Ватикан, 2007